# 中村幸弘
中村 幸弘（なかむら ゆきひろ、1933年 - ）は、日本の国語学者。学位は、文学博士（國學院大学・論文博士・1996年）（学位論文「補助用言に関する研究」）。國學院大學名誉教授、國學院大學栃木短期大学学長。

## 人物
千葉県生まれ。國學院大學文学部文学科卒業。千葉県立佐原第一高等学校教諭・千葉県立大原高等学校教諭・國學院高等学校教諭、1971年國學院大學文学部専任講師・同文学部助教授・同文学部教授を経て2004年定年、國學院大學名誉教授、2005年弘前学院大学文学部教授、2007年國學院大學栃木短期大学教授・学長、2021年退任。2022年7月から東京都立大江戸高等学校副校長マネジメント支援員。1996年「補助用言に関する研究」で國學院大学より文学博士の学位を取得。

## 著書

### 単著
- 『構文中心古典文法の公式整理』駸々堂 1977
- 『入試に出る古文単語300 覚えればすぐ点になる』旺文社 (大学juken新書) 1984
- 『生徒のための古典読解文法』右文書院 1989
- 『ステップ古典の敬語100』日験 1991
- 『先生のための古典文法Q&A 100』 右文書院 1993
- 『補助用言に関する研究』右文書院 1995
- 『読みもの日本語辞典』角川文庫 1997
- 『難読語の由来』角川文庫 1998
- 『日本語"どうして"Q&A 100』右文書院 2006
- 『倭姫命世記』 研究―付訓と読解』新典社 2012
- 『和歌構文論考』新典社 2014
- 『日本国憲法の日本語文法』右文書院 2014
- 『続・先生のための古典文法Q&A 101』 右文書院 2016
- 『先生のための「する」という動詞のQ＆A103』右文書院 2018
- 『先生のための「ある」という動詞のQ＆A104』右文書院 2019
- 『日本語の形容詞たち』右文書院 2021
- 『文構造の観察と読解』新典社 2022

### 共編著
- 『源氏物語　須磨明石』岡崎正継共編著 白帝社 1973
- 『漢文オリジナル問題撰 基礎編』 鳥羽田重直共編著 日験 1981
- 『漢字オリジナル問題撰 応用編』 水野孝共編 日験 1982
- 『文語文法マスター』 宮原俊二共編 日験 1982
- 『現国オリジナル問題撰』 工藤茂共編 日験 1982
- 『古文オリジナル問題撰』 中島繁夫共編 日験 1982
- 『福武古語辞典』 井上宗雄共編 福武書店 1988
- 『漢字・書きとり問題集』 右文書院 1989
- 『福武コンパクト古語辞典』 福武書店 1990
- 『ステップ漢文の文型』長嶺力夫共著 日験 1991
- 『ベネッセ全訳古語辞典』 ベネッセコーポレーション 1996
- 『簡約古典文法』 杉本完治共著 日験 1997
- 『百人一首 かるた暗唱・早取りの手びき』角川mini文庫 1997
- 『0からわかる現代文 高校基礎から大学入試まで』 水野孝共著 ライオン社 1997
- 『現代文の重要語 テーマで覚えるキーワード800』 宮原俊二共著 ライオン社 1999
- 『古典語の構文』 碁石雅利共著 おうふう 2000
- 『現代人のための祝詞 大祓詞の読み方』 大島敏史共編著 右文書院 2000
- 『「直毘霊」を読む 二十一世紀に贈る本居宣長の神道論』 西岡和彦共編著 右文書院 2001
- 『古典敬語詳説』 大久保一男、碁石雅利共著 右文書院 2002
- 『ベネッセ表現読解国語辞典』 沖森卓也共編 ベネッセコーポレーション 2003
- 『「古語拾遺」を読む』 遠藤和夫共著 右文書院 2004
- 『学校で教えてきている現代日本語の文法』 会田貞夫、中野博之共編著 右文書院 2004
- 『珠玉の近・現代短歌』 宮原俊二共著 学習研究社 2004
- 『読んで楽しい日本の唱歌 1-2』 右文書院 2007
- 『読んで楽しい日本の童謡』 右文書院 2008